# 苏芒 (法国市镇)
苏芒（法語：Soumans）是法国克勒兹省的一个市镇，位于该省东北部，和阿列省接壤，属于盖雷区。该市镇总面积36.68平方公里，2009年时的人口为580人。

## 交通
克勒兹省省道D7线、D7A线、D64线、D64A线和D917线在境内交汇。

## 人口
苏芒人口变化图示